# Moin moin

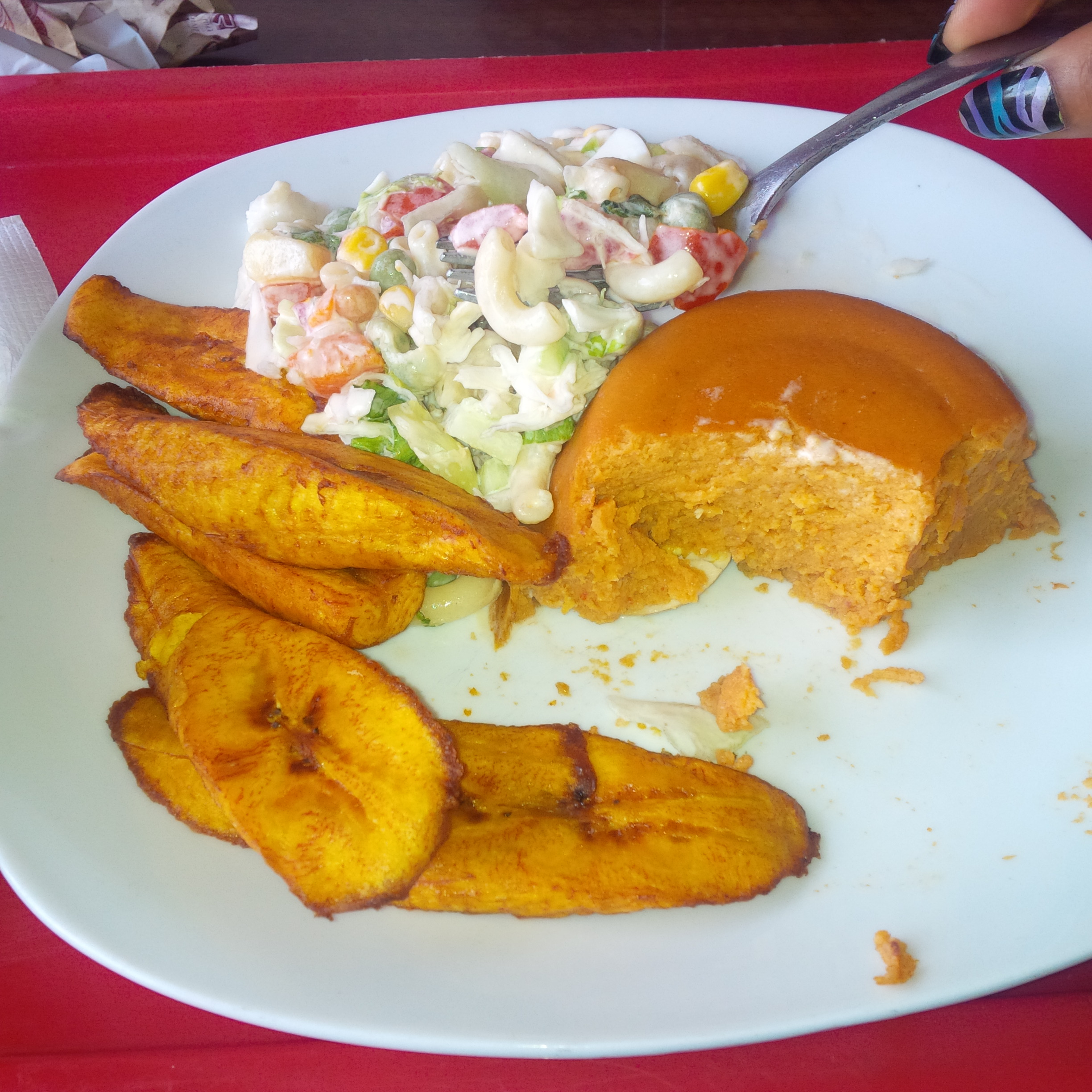
Moin moin (à droite) servi avec une salade de pâtes et des tranches de bananes plantains frites.

Le Moin Moin, aussi appelé moi moi ou moyen moyen en yoruba est un plat typique nigérian à base de cornilles.